# دولت شوالیه‌های تتونیک
دولت شوالیه‌های تتونیک (آلمانی: Staat des Deutschen Ordens، لاتین: Civitas Ordinis Theutonici) که همچنین به آلمانی Deutschordensstaat (آلمانی: [ˈdɔʏtʃʔɔʁdn̩sˌʃtaːt]) یا Ordensstaat یک دولت صلیبی قرون وسطایی ، واقع در اروپای مرکزی در امتداد ساحل جنوب شرقی دریای بالتیک بود.  این سرزمین توسط شوالیه های تتونیک در طول جنگ‌های صلیبی شمالی در قرن ۱۳ در منطقه پروس تشکیل شد و در سال ۱۵۲۵ از بین رفت. در بزرگترین وسعت سرزمینی ، در اوایل قرن ۱۵ سرزمین های ، Chełmno Land ، کورلند ، گوتلاند ، لیوونی ، نوی‌مارک ، Pomerelia (Gdańsk Pomerania) ، پروس و ژمایتیا را در بر گرفت، یعنی مناطقی که امروزه در استونی ، لتونی ، لیتوانی ، آلمان ، لهستان ، روسیه و سوئد واقع شده است.